# Ніколас Польстер
Ніколас Польстер (нім. Nikolas Polster, нар. 7 липня 2002) — австрійський футболіст, воротар клубу «Вольфсбергер» та молодіжної збірної Австрії. Виступав також за низку інших австрійських клубів. Володар Кубка Австрії.

## Клубна кар'єра
Ніколас Польстер народився 2002 року, та є вихованцем футбольної школи клубу «Рапід» (Відень). У 2018 році Польстер розпочав грати за другу команду «Рапіда», в якій грав до 2019 року. У 2019 році воротар перейшов до команди ЛАСК Аматорс, у якій грав до 2023 року, коли керівництво клубу відправило футболіста в оренду до команди «Форвертс» (Штайр), а пізніше в оренду до клубу «Горн». З 2024 року Польстер грає у складі клубу «Вольфсбергер» на правах постійного контракту. У першому ж сезоні виступів футболіст став у складі команди володарем Кубка Австрії.

## Виступи за збірні
У 2017 році Ніколас Польстер дебютував у складі юнацької збірної Австрії, загалом на юнацькому рівні взяв участь у 19 іграх, пропустивши 21 гол.
З 2022 року Ніколас Польстер грає у складі молодіжної збірної Австрії. На молодіжному рівні зіграв у 17 офіційних матчах, пропустив 7 голів.

## Титули і досягнення
- Володар Кубка Австрії (1):

«Вольфсбергер»: 2024–2025